# Le Prince de Jutland
Pour plus de détails, voir Fiche technique et Distribution.
Le Prince de Jutland (Prince of Jutland ou Royal Deceit) est un film néerlando-anglo-dano-franco-allemand de Gabriel Axel, sorti en 1994. Il s'inspire de l'histoire d'Hamlet telle qu'elle est racontée dans la Geste des Danois.

## Synopsis
Jutland, royaume du Danemark. Le prince Amled, fils du roi Harvendel, assiste au meurtre de ce dernier et de son frère par son oncle Fenge, qui s'empare du trône. Le jeune homme feint de sombrer dans la folie et entame une vengeance froidement calculée par un séjour chez un vieil ami anglo-saxon, le Duc de Lindsay, trouve l'amour en la personne de sa fille et aussi l'occasion d'anéantir son oncle.

## Fiche technique
- Titres : 
  -  Danemark : Prinsen af Jylland
  -  Allemagne : Der Prinz von Jütland
  -  États-Unis : Royal Deceit
- Réalisation : Gabriel Axel
- Scénario  : Gabriel Axel et Erik Kjersgaard, d'après l'histoire annals Gesta Danorum, 3rd Book, de Saxo Grammaticus
- Musique : Per Nørgård
- Directeur de la photographie : Henning Kristiansen
- Montage : Jean-François Naudon
- Distribution des rôles : Kate Dowd
- Création des décors : Sven Wichmann
- Décorateur de plateau : Torben Bækmark Pedersen
- Création des costumes : Gisèle Tanalias
- Langues originales : anglais, danois
- Pays :  Pays-Bas,  Royaume-Uni,  Danemark,  France,  Allemagne
- Genre : aventures
- Durée : 107 minutes[1]
- Dates de sortie en salles :
  -  France : 23 mars 1994
  -  Danemark : 19 août 1994

## Distribution
- Gabriel Byrne : Fenge
- Helen Mirren (V.F. : Béatrice Delfe) : Geruth
- Christian Bale (V.F. : Bernard Gabay) : Amled
- Brian Cox (V.F. : Jacques Richard) : Aethelwine
- Steven Waddington : Ribold
- Kate Beckinsale : Ethel
- Tony Haygarth : Ragnar
- Freddie Jones : Bjorn
- Tom Wilkinson : Hardvendel
- Andy Serkis : Torsten
- Ewen Bremner : Frovin
- Saskia Wickham : Gunvor

## Autour du film
- Christian Bale et Kate Beckinsale se retrouveront en 2002 sur le film Laurel Canyon.